# An der Bleiche 1 (Korschenbroich)

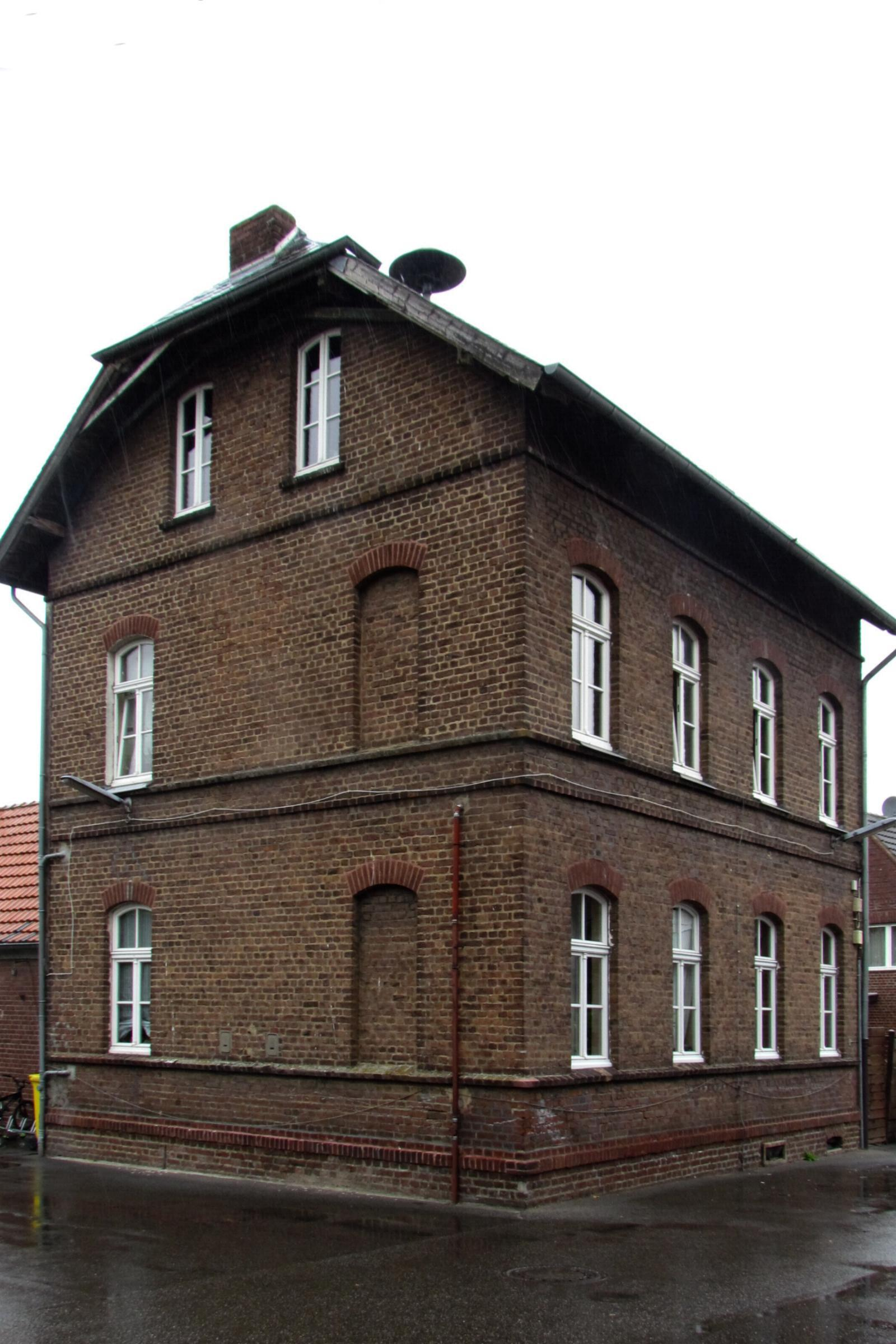
Ehemaliges Schulgebäude

Das ehemalige Schulgebäude An der Bleiche 1 steht im Stadtteil Steinforth in Korschenbroich  im Rhein-Kreis Neuss in Nordrhein-Westfalen, Am Stepprather Hof 42.
Das Gebäude wurde im 19. Jahrhundert erbaut und unter Nr. 156 am 29. Februar 1990 in die Liste der Baudenkmäler in Korschenbroich eingetragen.

## Architektur
Das aus dem 19. Jahrhundert stammende alte Schulgebäude (zweigeschossiger Backsteinbau) wurde im Jahre 1849 aus Privatbesitz als Schullokal und Lehrerwohnung erworben. Es wurde am 15. Oktober 1849 eingeweiht. Ab dem Jahre 1866 wurde es nach Fertigstellung des neuen Schulgebäudes lediglich als reines Wohn- und Dienstgebäude genutzt. Das alte Schulgebäude ist bedeutend für die Entwicklung und Geschichte des Ortsteiles Steinforth. Für seine Erhaltung liegen volkskundliche und städtebauliche Gründe vor.